# Christian Gabriel
Christian Gabriel (* 3. März 1975 in Reșița) ist ein deutscher Schach-Großmeister rumänischer Herkunft.
Er stammt aus einer schachbegeisterten Familie. Auch sein Vater Josef (* 1945), von dem er das Spiel erlernte, und sein älterer Bruder Robert (* 1969), der den Titel eines FIDE-Meisters trägt, sind gute Schachspieler. Christian spielte im Alter von sieben Jahren sein erstes Schachturnier; 1987 gewann er die rumänische C-Jugendmeisterschaft.
Im selben Jahr übersiedelte die Familie nach Deutschland. Auch dort wurde er C-Jugendmeister und nahm in den folgenden Jahren an sechs Jugendweltmeisterschaften teil. Bei der U14-Jugendweltmeisterschaft 1989 in Aguadilla, Puerto Rico wurde er Dritter hinter Wesselin Topalow und Wladimir Kramnik. 1990 in Singapur belegte er Platz 9 bei der U16-Weltmeisterschaft. 1991 in Brasilien belegte er den 5. Platz bei der U18-Weltmeisterschaft. Ebenfalls 1991 wurde er Dritter bei der U16-Europameisterschaft in Rumänien. Bereits 1988 bei der Kadetten-Europameisterschaft in Schweden (Ende Dezember in Stockholm) war Christian Gabriel überraschend Vize-Europameister geworden. Das 2. SKA-Jugendschachturnier 1993 in Altensteig gewann er mit großem Vorsprung vor Michael Bezold, Peter Luther und anderen Internationalen Meistern. Bei der Juniorenweltmeisterschaft 1993 in der Stadt Calicut in Indien belegte er den 5. Platz. 1995 in Halle an der Saale wurde er Elfter (80 Teilnehmer) bei der Juniorenweltmeisterschaft, die Roman Slobodjan gewann.

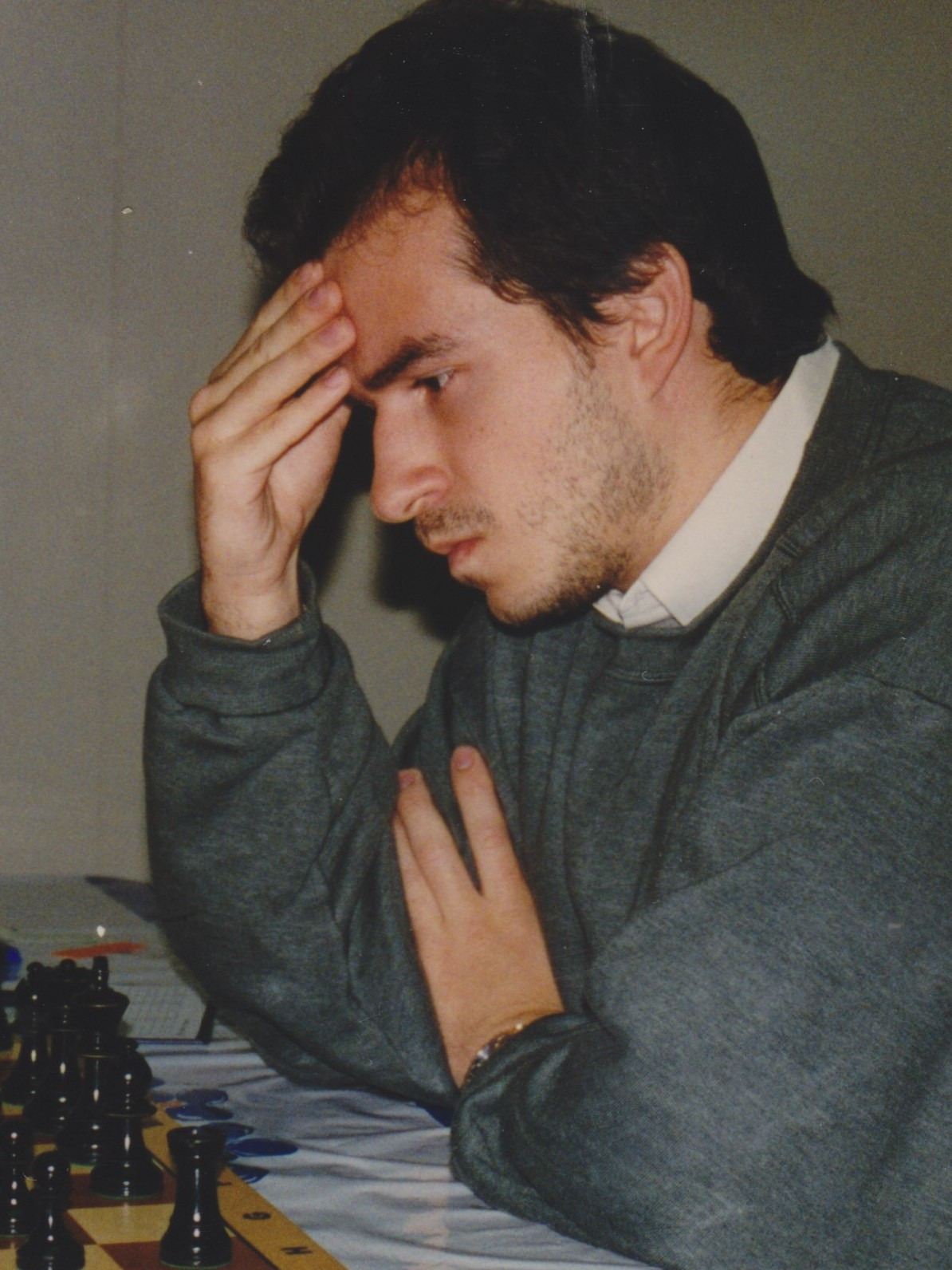
Christian Gabriel 1996

Er absolvierte das Schachgymnasium in Altensteig und wurde von Luděk Pachman, Miroslav Filip und Lothar Vogt trainiert. Den Titel eines Großmeisters erhielt er 1996, nachdem er zwischen Oktober 1995 und Mai 1996 vier Normen erfüllt hatte. Er entschied sich dann aber gegen eine Profilaufbahn und begann ein Jurastudium an der Universität Konstanz, das er mit dem Zweiten Staatsexamen abschloss.
1997 wurde er anlässlich der Europameisterschaft in Pula erstmals in die deutsche Nationalmannschaft berufen. Bei der Mannschaftseuropameisterschaft 1999 in Batumi gehörte er ebenfalls zur deutschen Mannschaft und erreichte mit dieser den dritten Platz. 1998 war er Ersatzspieler bei der Schacholympiade in Elista und erzielte dort 3,5 Punkte aus 6 Partien.
In der deutschen Schachbundesliga spielte Gabriel in der Saison 1992/93 für den VfL Sindelfingen, von 1993 bis 1995 für den FC Bayern München, mit dem er 1995 deutscher Mannschaftsmeister wurde, von 1995 bis 1999 sowie von 2003 bis 2014 für die Solinger SG 1868, mit der er 1997 Meister wurde, und von 2001 bis 2003 für die Stuttgarter SF. In der Saison 2015/16 spielt er erneut für den FC Bayern München. Gleichzeitig spielte Gabriel in der Nationalliga A der Schweizerischen Mannschaftsmeisterschaft bis 2007 für die Schachgesellschaft Zürich, mit der er 1999, 2002, 2003 und 2005 Mannschaftsmeister wurde und 2006 am European Club Cup teilnahm.
Gabriel ist seit 2006 bei der bayerischen Finanzverwaltung beschäftigt und stellvertretender Direktor des Finanzamtes in Gunzenhausen. Neben Schach spielt er auch Janusschach und brachte es dabei bis zum Vizeeuropameister. Außerdem praktiziert er Taekwondo und trägt dort den schwarzen Gürtel.